# L'Adieu à Gauguin
L'Adieu à Gauguin est un tableau réalisé par le peintre français Paul Sérusier en 1906 à Châteauneuf-du-Faou, dans le Finistère. De format horizontal, cette huile sur toile est un double portrait dans lequel l'artiste représente ses derniers adieux à Paul Gauguin, mort en 1903 aux îles Marquises. Léguée en 2007 par un docteur de Trégunc, l'œuvre est conservée au musée des Beaux-Arts de Quimper, à Quimper.
L'artiste s'y figure assis sous un arbre au bord d'un chemin, bien reconnaissable à sa barbe « rutilante » qui lui a valu son surnom parmi les Nabis. Debout devant lui se tient son confrère et ami désormais disparu, un baluchon à l'épaule. De son bras levé, il désigne la mer, par-delà le paysage urbain derrière lui. Il s'agit sans doute d'une invitation à rejoindre la Polynésie française, après leurs aventures à Pont-Aven. Le voyageur est coiffé d'un béret bleu qu'il porte déjà dans son propre autoportrait de 1889, Bonjour Monsieur Gauguin, conservé à Prague, en Tchéquie.
Toute la scène se déroule devant deux vaches qui confèrent à la composition le caractère d'une pastorale, que suggère aussi le titre alternatif du tableau, Tityre et Mélibée. Ce titre renvoie en effet à deux bergers de la Première Bucolique de Virgile, Tityre demeurant dans son pays tandis que Mélibée est condamné à l'exil. Sérusier s'inspirera à nouveau des Bucoliques dans une peinture de 1913 : conservé au musée d'Art moderne André-Malraux, au Havre, Le Berger Corydon est une illustration de la Deuxième Bucolique.

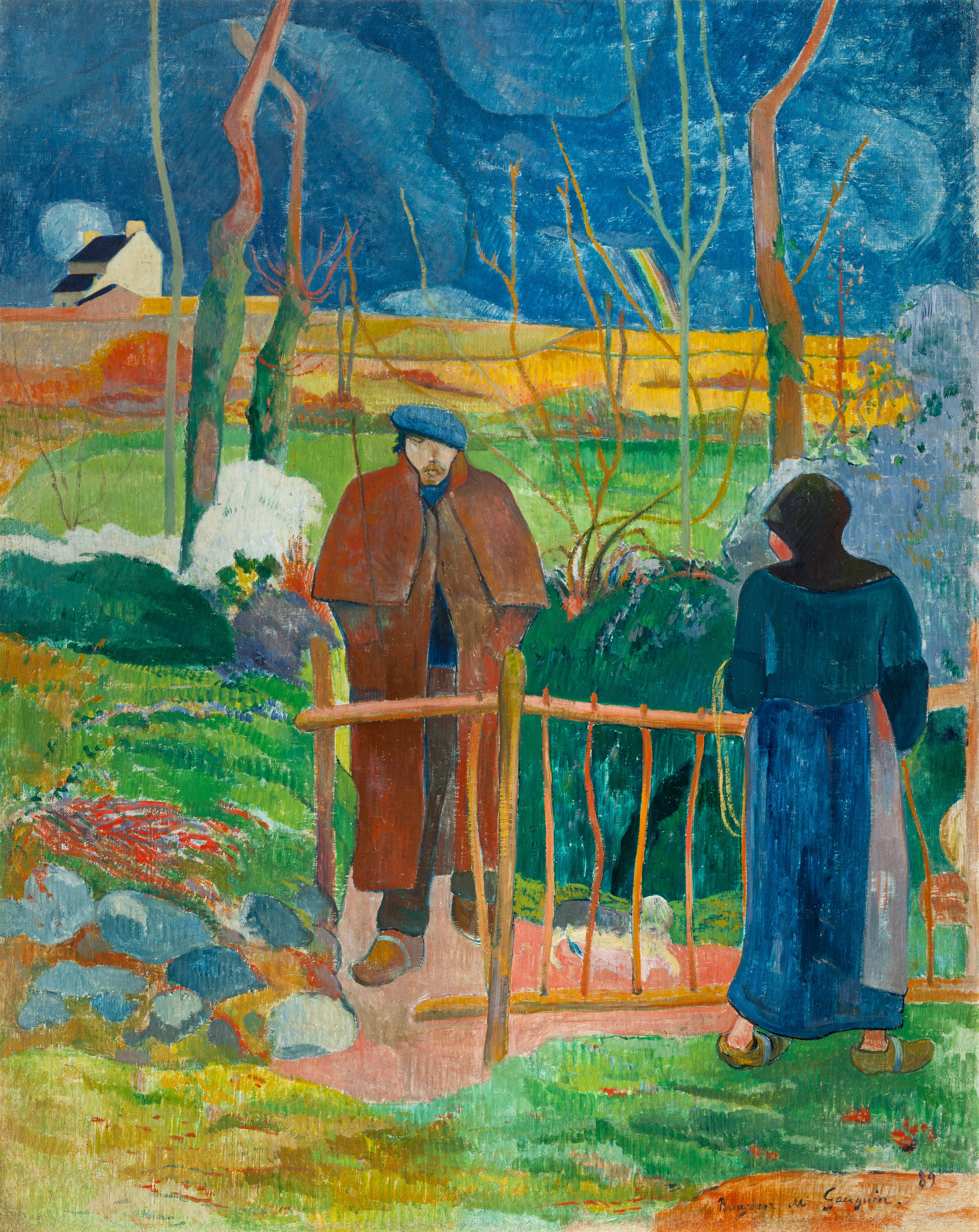
Paul Gauguin, Bonjour Monsieur Gauguin, 1889 – Galerie nationale de Prague, Prague.
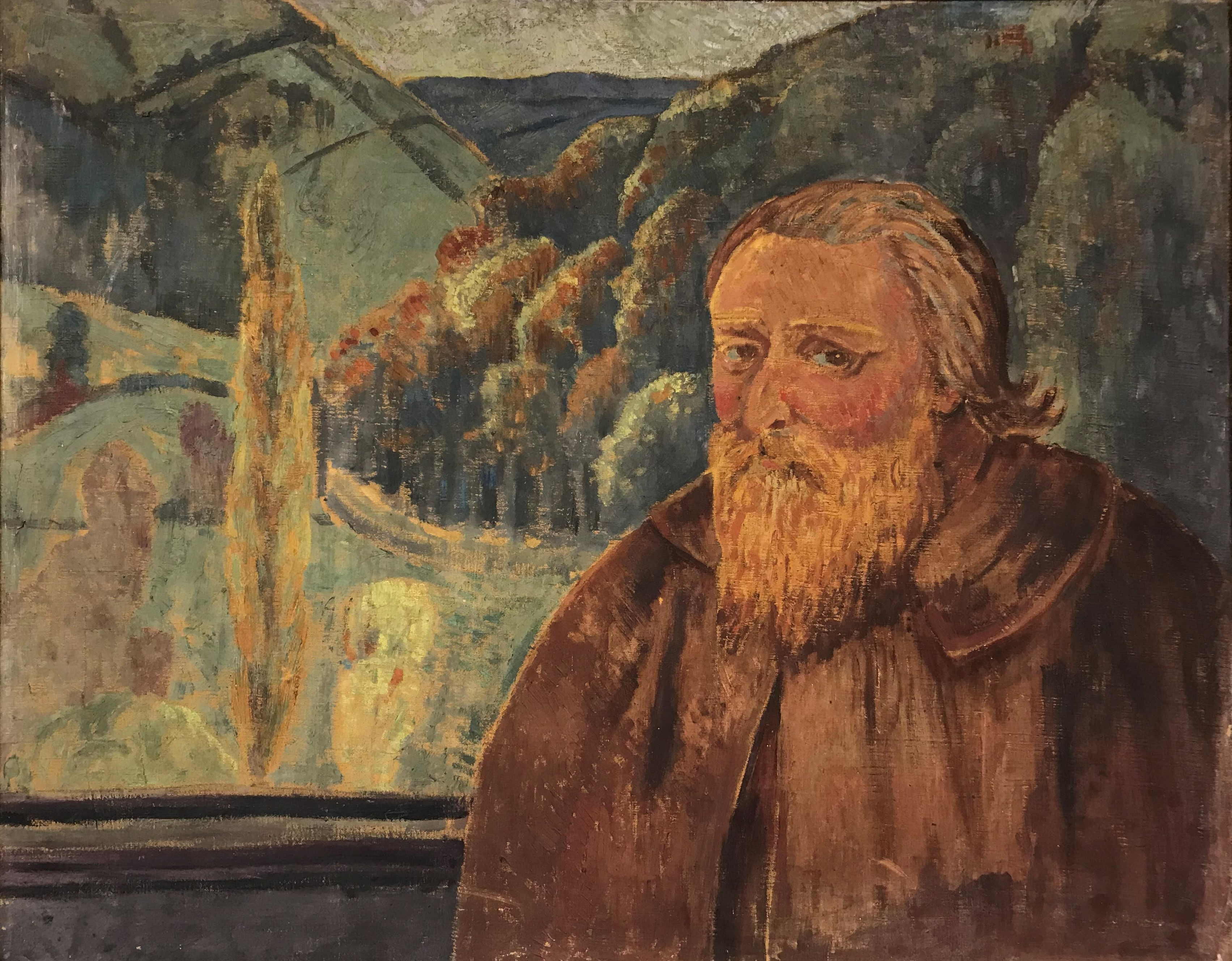
Paul Sérusier, Autoportrait à la barbe rutilante, vers 1907-1908 – Musée Sérusier, Châteauneuf-du-Faou.
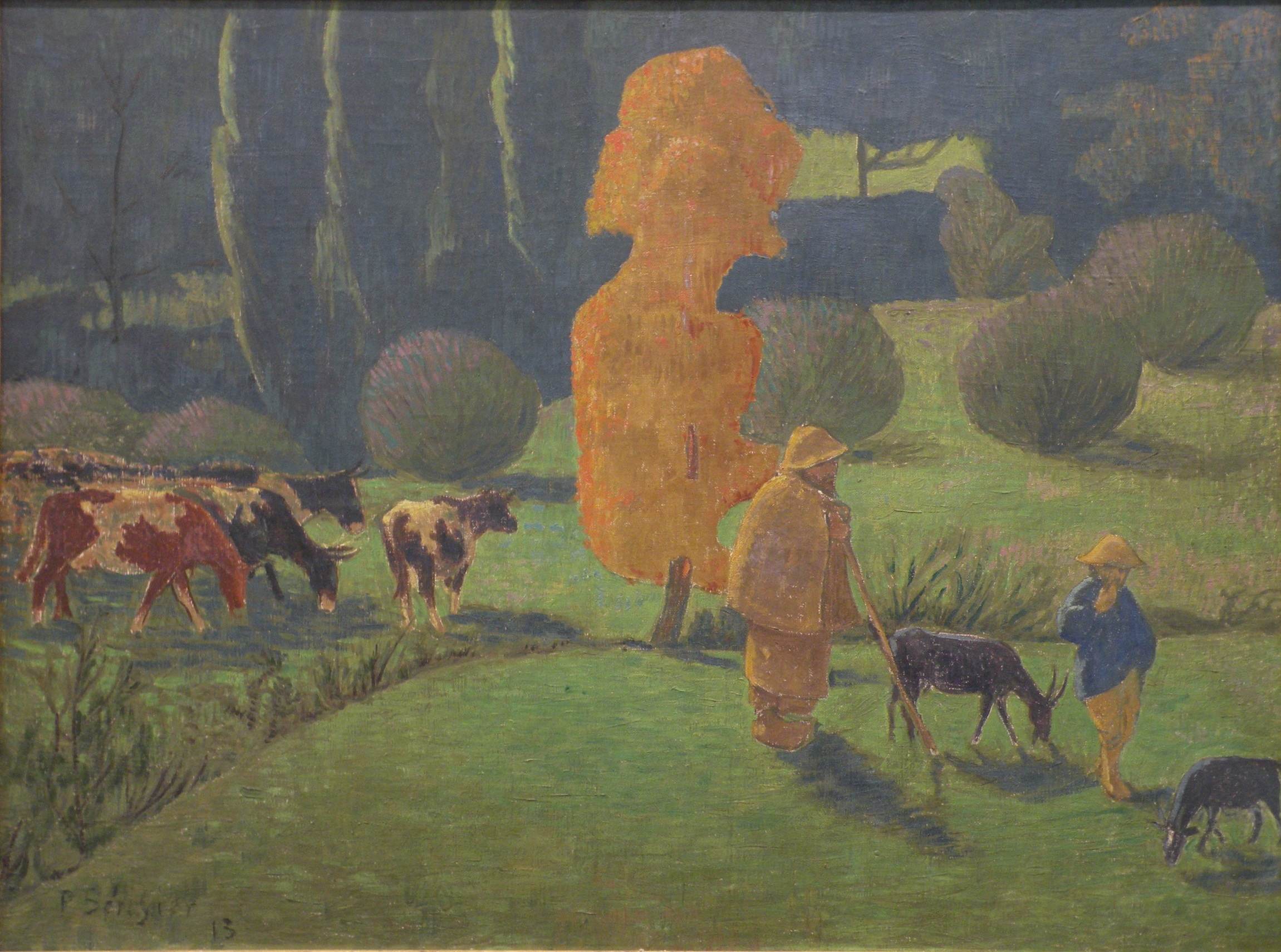
Paul Sérusier, Le Berger Corydon, 1913 – Musée d'Art moderne André-Malraux, Le Havre.